# Stefan Julian Filipkowski

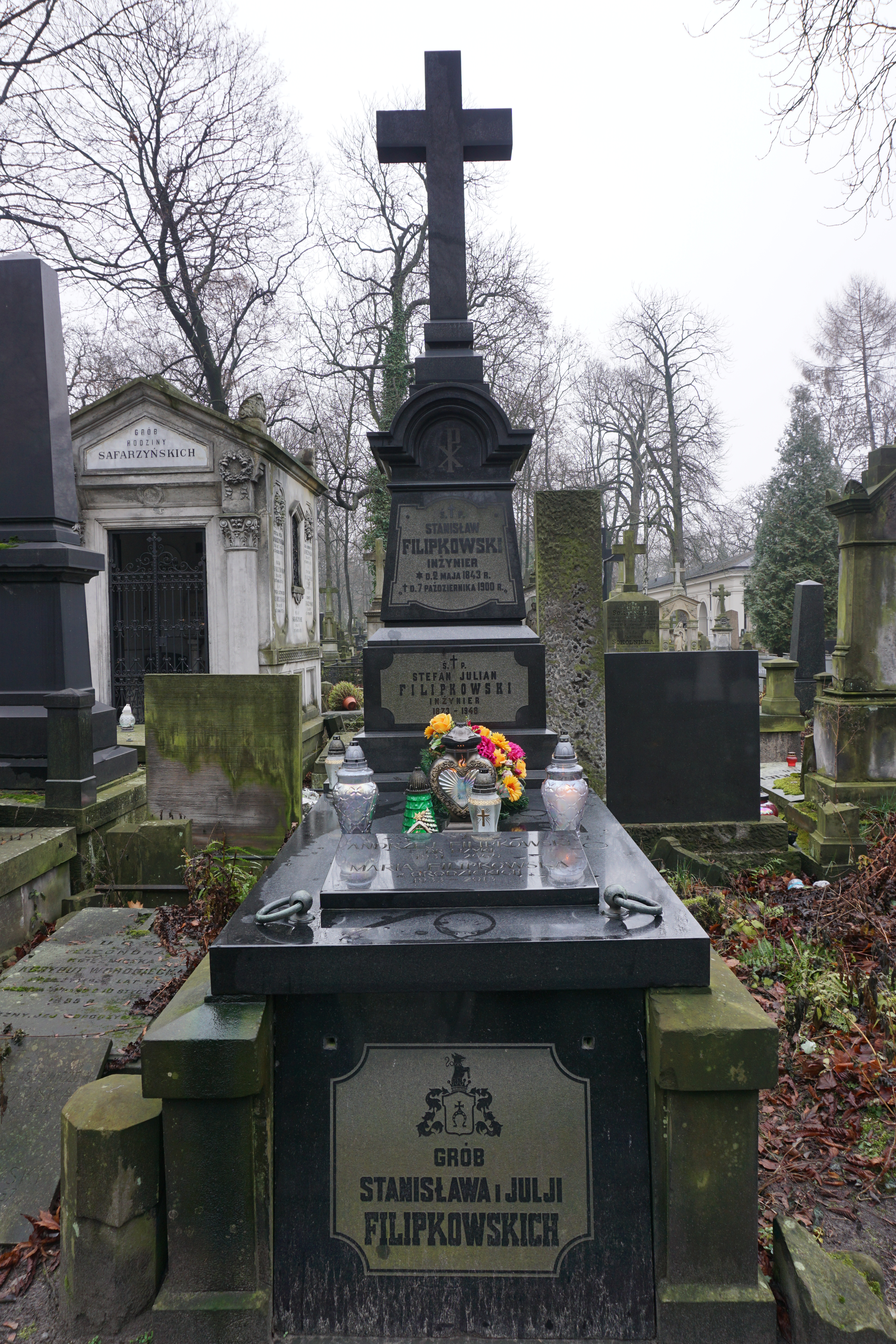
Grób Stefana Juliana Filipkowskiego na cmentarzu Powązkowskim

Stefan Julian Filipkowski (ur. 26 grudnia 1873 w Obrytkach – zm. 27 marca 1948 w Warszawie) - inżynier, działacz społeczny i polityczny

## Życiorys
Syn Stanisława (1843-1900), ziemianina i powstańca styczniowego i Julii z Piotrowskich.Ukończył Wyższą Szkołę Chemiczną w Miluzie jako inżynier kolorysta. Przez krótki czas pracował w jednej z przędzalni  w Łodzi. Dyrektor w fabryce przędzalniczej braci Leontiewów w Piotrogrodzie. Związany z PPS, działacz i prezes (1914) Klubu Robotniczego „Promień” (1908-1918). Był także działaczem Towarzystwa Popierania Polskiego Teatru Ludowego. Po wybuchu I wojny światowej działacz i członek kierownictwa Polskiego Towarzystwa Pomocy Ofiarom Wojny (1914-1918) Po rewolucji lutowej działacz Polskiego Komitetu Demokratycznego w Petersburgu (1917-1918). W niepodległej Polsce dyrektor Wykańczalni w F-mie Steiner w Łodzi.
Ożeniony ze Stefanią Heleną (1875 z Bystrzyńskich, mieli dzieci: syna Stefana, córki Jadwigę (1902-1985) późniejszą Szemplińską i Zdzisławę (1903-1999). Zmarł 27 marca 1948 w Warszawie, pochowany na Starych Powązkach (kwatera 24, rząd 6, miejsce 22).